# Cedric Hardwicke
Sir Cedric Webster Hardwicke (Lye, Worcestershire, Egyesült Királyság, 1893. február 19. – New York, USA, 1964. augusztus 6.), brit (angol) színpadi, film- és televíziós karakterszínész, az új műfaj, a hangosfilm első évtizedeinek kiemelkedő személyisége. Angliai karrier után több évtizedem át játszott Hollywoodban. Színpadi színészként G.B. Shaw és Shakespeare műveiben nyújtott kimagasló alakításokat. Filmszerepei között is sok a klasszikus adaptáció. Fia, Edward Hardwicke (1932–2011) szintén színész volt.

## Élete

### Származása
Edwin Webster Hardwicke és Jessie Masterson fiaként született. A shropshire-i Bridgnorth-ba járt középiskolába, orvosi egyetemre jelentkezett, de nem felelt meg a felvételin. Úgy döntött, színésznek áll, és egy ideig a londoni Royal Academy of Dramatic Art (RADA) színiakadémián tanult, de nem szerzett diplomát.

### Színészi pályája
Színpadon 1912-ben debütált. Pályáját megszakította az első világháború. 1914-től 1921-ig a Franciaországban állomásozó brit hadseregben szolgált. 1922-ben tért vissza a színpadra, a birminghami Repertory Theatre társulatának tagja lett, kiemelkedő alakítást nyújtott Caesar szerepében, G.B. Shaw: Caesar és Kleopátra c. történelmi drámájában. Sikerei révén jutott el a londoni West End színpadaira.
Kiemelkedő színpadi és filmes színészi teljesítményéért 1934-ben V. György király lovaggá ütötte, ettől kezdve a „Sir” előnevet viselte. Ebben az időben egy színész ilyen kitüntetése még ritkaságnak számított.
Amerikai színpadon először 1936-ban játszott. Az 1948-as évadot a londoni Old Vic színház társulatában végigjátszotta, majd kivándorolt az Egyesült Államokba, itt felkapta a filmipar, klasszikus filmalkotásokban, kalandfilmekben és tévésorozatokban egyaránt szerepelt. Sikereit igen jellegzetes hangszínének és finom arisztokratikus stílusának köszönhette. Fontosabb filmszerepei között említendő Richard Boleslawski 1959-es A gályarab c. filmdrámája, amely Victor Hugo Nyomorultak c. regényéből készült, az 1939-es Stanley, a riporterek királyac. kalandfilm, ahol Hardwicke az Afrikában eltűnt angol Livingstone doktort alakította, akit a Stanley-t játszó Spencer Tracy talált meg. William Dieterle rendező 1939-es A Notre Dame-i toronyőr c. kalandfilmjében Frollót játszotta. Cary Granttel együtt szerepelt Alfred Hitchcock 1941-es Gyanakvó szerelem c. thrillerében, főszerepet kapott Tay Garnett rendező 1948-as Egy jenki Artúr király udvarában c. Mark Twain-adaptációjában és Széthi fáraót alakította Cecil B. DeMille rendező 1956-os Tízparancsolat című nagyszabású bibliai filmjében.
Brit állampolgárságát sohasem tette le. Hollywoodban egy alkalommal így nyilatkozott: „Anglia a feleségem, Amerika a szeretőm. Az ember szeret néha távol lenni a feleségétől.”

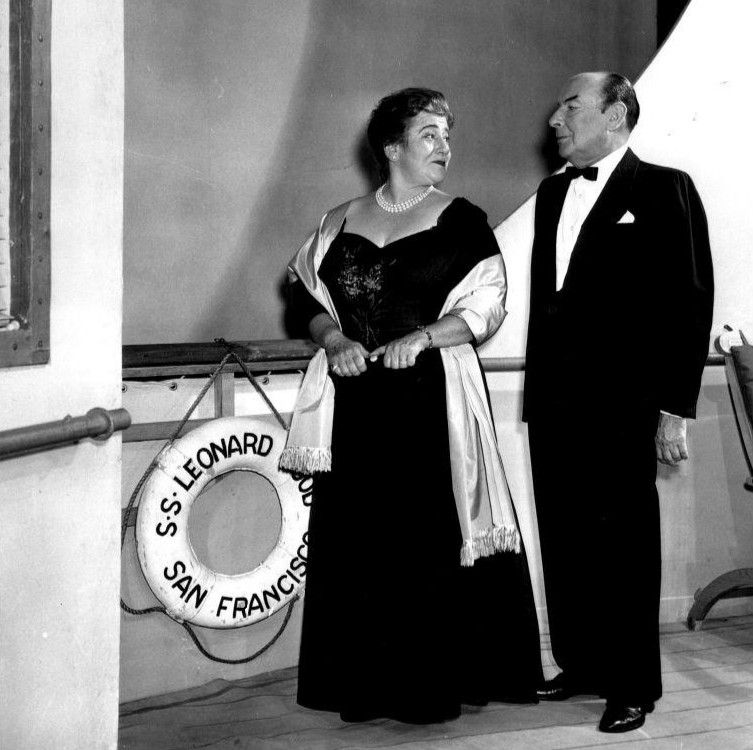
„A Majority of One”, színpadkép. Gertrude Berg és Hardwicke (1961)

Utolsó nagy színpadi sikere Leonard Spigelgass „A Majority of One” című drámája volt. Egy japán özvegyembert játszott, Koicsi Aszanót. Partnere Gertrude Berg (sz. Tillie Edelstein, 1899–1966) volt, aki egy zsidó özvegyasszonyt, Mrs Jacoby-t alakítja. A színdarabot 1958-ban mutatták be a New York-i Broadway-n, ahol éveken át futott változatlan szereposztásban, Hardwicke haláláig. (A színdarab 1961-es filmváltozatában Hardwicke nem szerepelt). Utolsó filmszerepe az 1964-es Tökmagevő volt.

### Magánélete, elhunyta

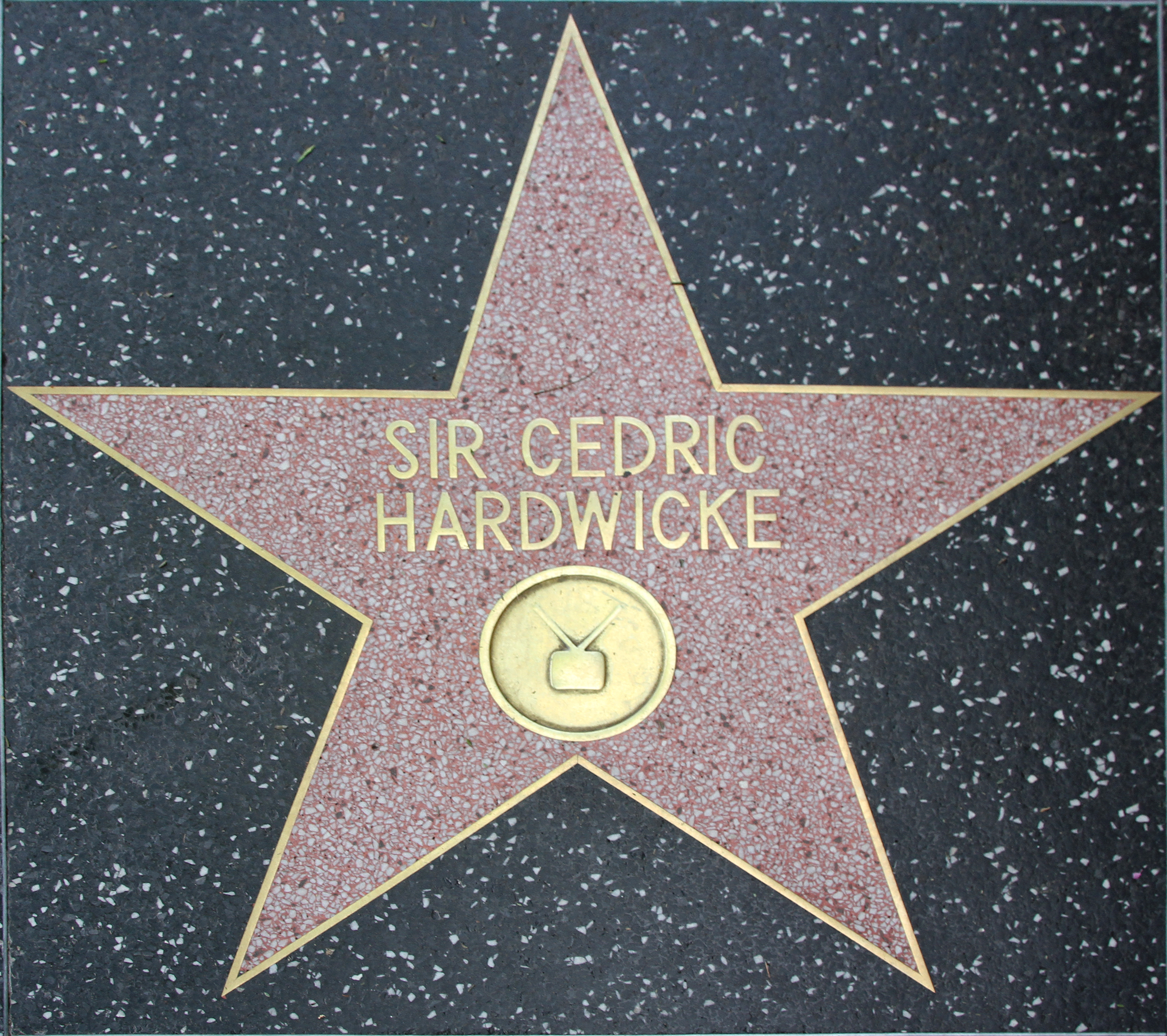
Csillaga a Hollywoodi Hírességek Sétányán

1928-ban (vagy 1927-ben) feleségül vette Helena Pickard (1900–1959) angol színésznőt. Egy közös fiuk született, Edward Hardwicke  (1932–2011), aki később szülei nyomdokába lépve szintén színész lett. A házasfelek 1948-ban elváltak (a válást hivatalosan 1950. május 11-én mondták ki).
Második házasságát 1950. július 27-én kötötte a nála 28 évvel fiatalabb Mary Scott (1921–2009) Los Angeles-i születésű amerikai színésznővel. Tőle is született egy fia, Michael Hardwicke. Ez a házasság is válással végződött 1961. november 15-én.
Hardwicke egész életében erős dohányos volt, tüdejében krónikus emfizéma alakult ki, ennek következtében 1964. augusztus 6-án, 71 éves korában New Yorkban elhunyt. Holttestét repülőgépen hazaszállították Angliába. Búcsúszertartás után az észak-londoni Golders Green krematóriumban elhamvasztották, hamvait szétszórták.

## Főbb filmszerepei

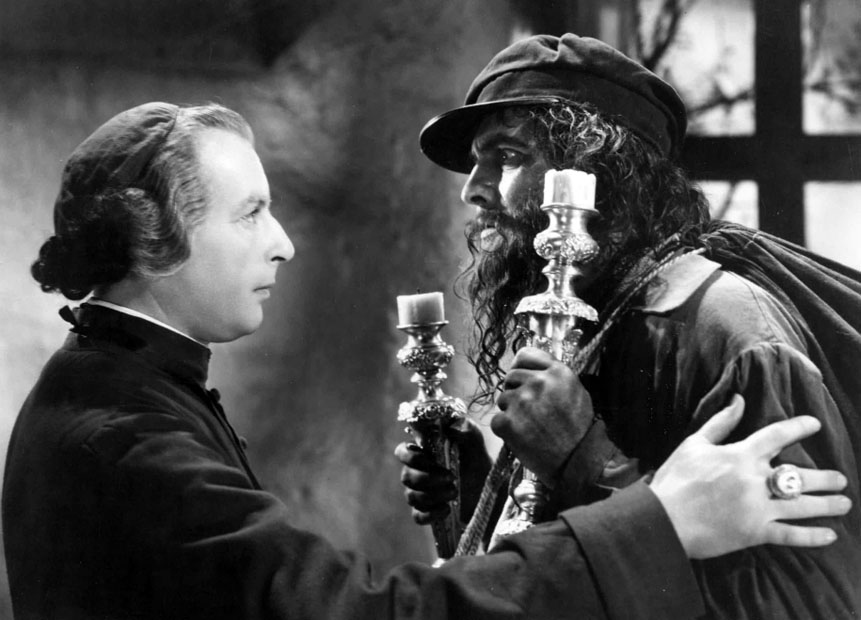
Hardwicke és Fredric March A gályarab-ban (1935)

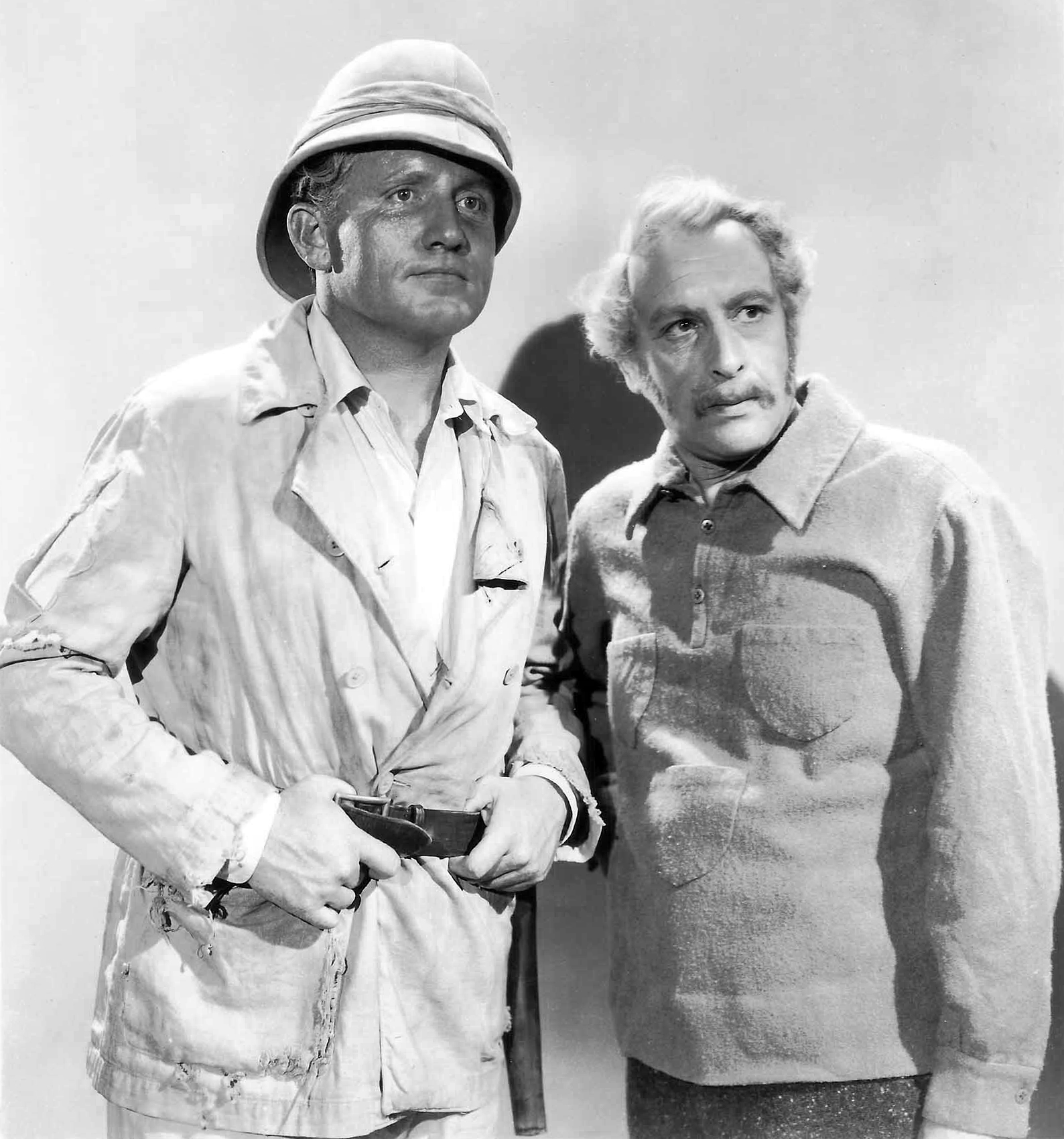
Spencer Tracy és Hardwicke a Stanley, a riporterek királyában (1939)

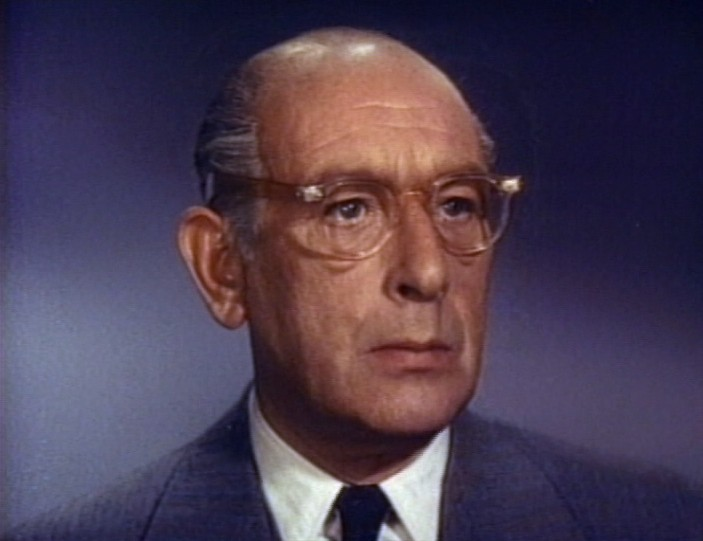
Hitchcock thrillerjében, A kötél-ben (1948)

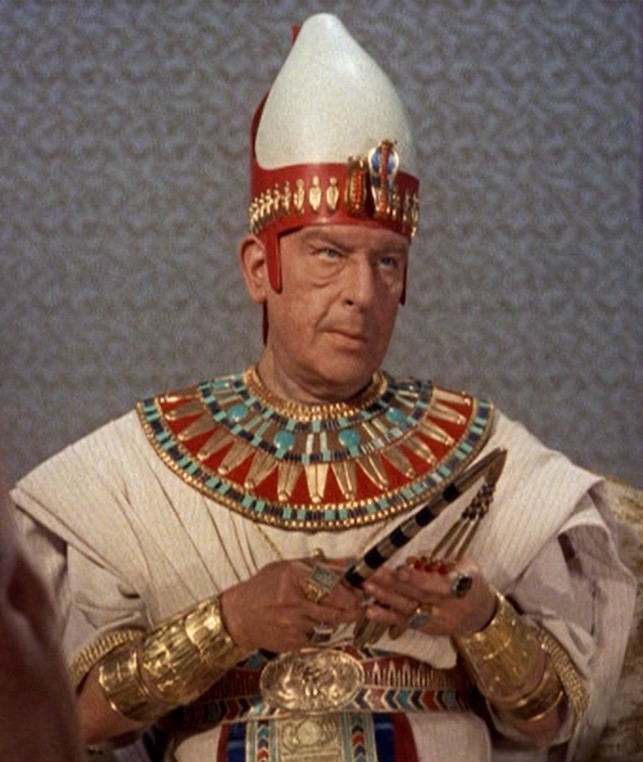
Széthi fáraó a Tízparancsolatban (1956)

- 1926: Nelson, némafilm; Horatio Nelson
- 1931: Dreyfus; Dreyfus kapitány
- 1933: The Ghoul; Broughton
- 1934: Királyi szerető (Nell Gwyn); II. Károly
- 1934: Jud Süss (Ghetto fia) (Jew Süs); Gábriel rabbi
- 1935: A gályarab (Les Misérables, Victor Hugo regényéből); Bienvenue püspök
- 1935: Hiúság vására (Becky Sharp); Steyne márki
- 1936: Mi lesz holnap? (Things to Come); Theotokopulosz
- 1936: Tudor Rose (Nine Days a Queen); Earl of Warwick
- 1937: Zöld fény (Green Light); Dean Harcourt
- 1937: Salamon király bányái (King Solomon’s Mines); Allan Quartermain
- 1937: Stanley, a riporterek királya (Stanley and Livingstone); Dr. David Livingstone
- 1939: A Notre Dame-i toronyőr (The Hunchback of Notre Dame); Frollo
- 1940: A láthatatlan ember visszatér (The Invisible Man Returns); Richard Cobb
- 1940: Diákévek (Tom Brown’s School Days); Dr. Thomas Arnold
- 1941: Habari (Sundown); Coombes püspök
- 1941: Gyanakvó szerelem (Suspicion); McLaidlaw tábornok
- 1942: Frankenstein szelleme (The Ghost of Frankenstein); Ludwig Frankenstein
- 1943: Forever and a Day; Mr. Dabb
- 1943: Lorraine keresztje (The Cross of Lorraine); Sebastian atya
- 1944: A titokzatos lakó ( The Lodger); Robert Bonting
- 1944: A mennyország kulcsa (The Keys of the Kingdom); Monsignor Tweedside
- 1945: Dorian Gray képe (The Picture of Dorian Gray); narrátor
- 1946: Nyugtalan szív (Beware of Pity); Dr. Albert Condor
- 1947: Fekete ház (The Life and Adventures of Nicholas Nickleby); Ralph Nickleby
- 1948: A Gioconda-mosoly (A Woman’s Vengeance); Dr. James Libbard
- 1948: Én emlékszem a mamára (I Remember Mama); Mr. Hyde
- 1948: A kötél (Rope); Mr. Kentley
- 1948: Egy jenki Artúr király udvarában (A Connecticut Yankee in King Arthur’s Court); Arthur király / Lord Pendragon
- 1951: Rommel - A sivatagi róka (The Desert Fox: The Story of Rommel); Dr. Karl Strolin
- 1952: A zöld kesztyű (The Green Glove); Goron atya
- 1952: The Adventures of Fu Manchu: The Zayat Kiss, tévéfilm; Dr. Dennis Nayland Smith
- 1953: Világok háborúja (The War of the Worlds); narrátor
- 1955: III. Richárd (Richard III); IV. Edvárd
- 1956: Szép Heléna (Helen of Troy); Priamosz király
- 1956: Az erő és a jutalom (The Power and the Prize); Mr. Carew
- 1956: Tízparancsolat (The Ten Commandments); Széthi fáraó
- 1956: 80 nap alatt a Föld körül (Around the World in 80 Days); Sir Francis Cromarty
- 1956–1957: Alfred Hitchcock bemutatja (Alfred Hitchcock Presents), tévésorozat, két epizódban; John Anderson / Mr. Princey
- 1957: The Story of Mankind; főbíró
- 1959: Toast of the Town, tévésorozat, 12/30. epizód; Koicsi Aszano a „A Majority of One” c. színdarabból
- 1963: Alkonyzóna (The Twilight Zone), tévésorozat, egy epizódban; Simon Polk
- 1964: Tökmagevő (The Pumpkin Eater); Jo apja

## Rendezései
- 1943: Forever and a Day, háborús filmdráma, főszereplők George Kirby, Doreen Munroe, May Beatty.

## Elismerései
- 1959: Tony-díj a legjobb férfi főszereplőnek színdarabban jelölést kapott, Aszano Koicsi szerepéért, a „A Majority of One” epizódban.[15]

## További információ
- Cedric Hardwicke a PORT.hu-n (magyarul)
- Cedric Hardwicke az Internetes Szinkronadatbázisban (magyarul)
- Cedric Hardwicke az Internet Movie Database-ben (angolul)
- Cedric Hardwicke a Rotten Tomatoeson (angolul)
- Cedric Hardwicke az AlloCiné weboldalán (franciául)
- Cedric Hardwicke Profile. Famousfix.com. (Hozzáférés: 2023. január 18.)
- Cedric Hardwicke Timeline featuring movies and other highlights. bing.com. (Hozzáférés: 2023. január 18.)